# Peter Sturrock
Peter Andrew Sturrock (Stifford, 20 marzo 1924 – Palo Alto, 12 agosto 2024) è stato un astrofisico britannico, conosciuto anche per i suoi interessi nel campo dell'ufologia.

## Biografia
Sturrock cominciò i suoi studi universitari nel 1942, quando si iscrisse all'Università di Cambridge per studiare matematica. Durante la seconda guerra mondiale, nel periodo tra il 1943 e il 1945 accantonò i suoi studi per lavorare al Telecommunication Research Establishment (poi divenuto Royal Radar Establishment) per collaborare allo sviluppo di sistemi radar. Dopo la guerra riprese gli studi e nel 1945 conseguì il Bachelor of Science, ma continuò a lavorare al Telecommunication Research Establishment fino al 1946.
Nel 1947 vinse una borsa di studio al St John's College di Cambridge e nel 1948 conseguì il Master of Science. Tra il 1949 e il 1950 Sturrock effettuò ricerche sulla fisica dell'elettrone presso il Laboratorio Cavendish dell'Università di Cambridge e il National Bureau of Standards. Tra il 1950 e il 1951 lavorò al Centre national de la recherche scientifique presso l'École Normale Supérieure dell'Università di Parigi, quindi tornò all'Università di Cambridge, dove nel 1951 conseguì il PhD in astrofisica.
Tra il 1952 e il 1953 Sturrock effettuò ricerche di fisica nucleare ad Harwell presso l'Atomic Energy Research Establishment e a Cambridge presso il St John's College. Nel 1955 divenne ricercatore associato alla Stanford University, dove lavorò fino al 1958 occupandosi di microonde e laser. Tra il 1958 e il 1959 effettuò ricerche di fisica nucleare presso il CERN di Ginevra.
Nel 1959 tornò alla Stanford University, dove nel 1961 divenne professore di fisica applicata. Tra il 1964 e il 1974 Sturrock ricoprì l'incarico di direttore dell'Institute for Plasma Research. Nella Stanford University, Sturrock divenne poi professore di scienza dello spazio e astrofisica e tra il 1983 e il 1998 fu direttore del Center for Space Science and Astrophysics.
Nel 1998 si ritirò dall'insegnamento universitario e la Stanford University lo nominò professore emerito.
Durante la sua carriera scientifica, Sturrock si occupò principalmente di fisica del plasma, microonde, fisica solare e astrofisica delle alte energie. Scrisse più di 200 articoli scientifici e 2 monografie e pubblicò 5 volumi sulla fisica del plasma, la fisica solare e l'astrofisica.

## Premi e riconoscimenti
- 1949: Premio Rayleigh dell'Università di Cambridge per la matematica
- 1967: Premio della Gravity Foundation per ricerche sulla gravità
- 1977: premio Lindsay del Goddard Space Center della NASA
- 1986: Premio Hale dell'American Astronomical Society
- 1990: Medaglia Arctowski della National Academy of Sciences
- 1993: Space Science Award dell'American Institute of Aeronautics and Astronautics

## Attività in ufologia
All'inizio degli anni Settanta durante la ricerca di uno scienziato che avesse esperienza di astrofisica e informatica, Sturrock cominciò ad interessarsi di ufologia e incontrò così Jacques Vallée. Dopo avere appreso che lo scienziato francese scrisse diversi libri di ufologia, Sturrock, che mai prima di allora si occupò di dell'argomento, si sentì obbligato a leggere alcuni libri del collega. Benché inizialmente fosse scettico sull'argomento, i libri di Vallée suscitarono il suo interesse. Sturrock decise di leggere il rapporto della Commissione Condon e si convinse della necessità di ulteriori studi scientifici sugli UFO.
Nel 1975 Sturrock, ispirandosi a un'analoga iniziativa di Josef Allen Hynek, inviò un questionario anonimo a 2.600 membri dell'American Astronomical Society, a cui rispose circa la metà dei destinatari. Dai questionari restituiti si rilevò che una sessantina (circa il 5%) di scienziati ebbero l'occasione di osservare un UFO ; tuttavia venne mostrato anche un alto scetticismo verso l'ipotesi extraterrestre, con la maggior parte degli scienziati convinti che gli avvistamenti di UFO potessero avere spiegazioni convenzionali. Sturrock notò anche come l'opposizione degli scienziati ad ulteriori studi fosse connessa con il livello di conoscenza in materia: solo il 29% di coloro che spesero meno di un'ora a leggere rapporti sugli UFO dichiararono di essere favorevoli ad ulteriori studi scientifici sull'argomento, ma ben il 68% fu la percentuale di coloro che passarono oltre 300 ore a leggere rapporti ufologici.
Nel 1998 Sturrock organizzò un comitato scientifico per esaminare vari tipi di evidenze fisiche associate agli UFO. Il comitato concluse che non vi fossero evidenze fisiche a supporto dell'ipotesi extraterrestre, ma che il fenomeno UFO meritasse ulteriori studi scientifici. Sturrock scrisse poi un volume in cui illustrò i lavori del comitato.